# Перцовский, Захарий Давидович
Захарий (Захар) Давидович Перцовский (12 июня 1898, Гомель, Могилёвская губерния — 3 сентября 1938, Москва) — советский военный экономист. Бригадный интендант (1935).

## Биография
Родился 12 июня (по старому стилю) 1898 года в Гомеле, в семье мещанина местечка Хойники Довида Нохим-Ароновича Перцовского (1862—1910) и Енты-Брохи Шмулевны Перцовской. Отец умер от скоротечной чахотки, когда сыну было 12 лет. В 1918 году поступил на механический факультет Харьковского технологического института.
Долгое время работал в Политуправлении в качестве начальника снабжения Политпросветимущества. С 1930 года — в Финансовом управлении РККА. Сначала в качестве начальника отдела, затем заместитель начальника финансового управления. В марте 1936 года становится начальником Финансового отдела при Наркомате обороны СССР в звании бригадного интенданта.
Арестован 8 февраля 1938 года по ложному обвинению в участии в военно-фашистском заговоре. Попал в сталинские расстрельные списки. Осужден 3 сентября 1938 года ВКВС СССР. Приговорён к высшей мере наказания. Расстрелян в тот же день на полигоне Коммунарка.
Реабилитирован 5 октября 1955 года по ходатайству генерала армии А. В. Хрулёва.